# Сорока Вікторія Сергіївна
Вікто́рія Сергі́ївна Соро́ка — старший солдат Збройних сил України, учасник російсько-української війни.

## Життєвий шлях
У мирний час проживає в Одесі. 2014 року закінчила медичне училище, вивчившись на фельдшера.
На передовій разом із Галиною Адаменко надавали загальну медичну допомогу бійцям 79-ї бригади. Біля села Олексіївка 17 червня 2014-го бригада потрапила під щільний мінометний обстріл, протягом 40 хвилин по колоні бригади випустили близько 400 мін. Попри втрати, медики й далі надавали допомогу. Зазнала контузії.
Працює в Одеському військовому госпіталі.

## Нагороди
За особисту мужність і героїзм, виявлені у захисті державного суверенітету та територіальної цілісності України, вірність військовій присязі під час російсько-української війни нагороджена
- орденом «За мужність» III ступеня (22.1.2015).